# Llista de prefectes dels Pirineus Orientals
Els prefectes del departament francès dels Pirineus Orientals han sigut 101 fins al 2015.
| Data inicial          | Fi del mandat                                | Nom                                              |
| 1801 - 2 de març      | 1801 - 4 de març                             | Charles Charvet de Blenod                        |
| 1801 - 4 de març      | 1813 - 12 de març                            | Joseph Magdelaine Martin                         |
| 1813 - 12 de març     | 1813 - 12 d'agost                            | Jean François Delamalle                          |
| 1813 - 12 d'agost     | [ nt 2 ]                                     | Louis-Joseph Duhamel                             |
| 1815 - 5 d'abril      | 1815 - 8 de juliol                           | Prudence-Guillaume de Roujoux                    |
| [ nt 2 ]              | 1815 - 14 de juliol                          | Louis-Joseph Duhamel                             |
| 1815 - 14 de juliol   | 1818 - 15 de juliol                          | Paul Étienne de Villiers du Terrage              |
| 1818 - 15 de juliol   | 1822 - 26 de juny                            | Emmanuel-Ferdinand de Villeneuve-Bargemon        |
| 1822 - 28 de juny     | 1823 - 2 de juny                             | Marie Joseph, marquès de Foresta                 |
| 1823 - 2 de juny      | 1824 - 1 de setembre                         | René Leroy de Chavigny                           |
| 1824 - 1 de setembre  | 1828 - 3 de març                             | Jean-Antoine, marquès d'Auberjon                 |
| 1828 - 3 de març      | 1830 - 10 d'agost                            | Pierre-César Romain                              |
| 1830 - 10 d'agost     | 1831 - 7 de març                             | Edmond Méchin                                    |
| 1831 - 7 de març      | 1832 - 18 de gener                           | Maurice Duval                                    |
| 1832 - 14 de febrer   | 1833 - març                                  | Achille Bégé                                     |
| 1833 - agost          | 1840 - 8 de juny                             | Jean Pascal                                      |
| 1840 - 8 de juny      | 1841 - 23 de novembre                        | Pierre Hénaut                                    |
| 1841 - 23 de novembre | 1847 - 6 de setembre                         | Claude-Marius Vaïsse                             |
| 1847 - 21 de setembre | 1848                                         | Auguste-Louis Taillefer                          |
| 1848 - 17 de desembre | 1849                                         | Paul Vallon                                      |
| 1849 - 10 de gener    | 1849 - 20 de novembre                        | Jean-Baptiste Dubessey                           |
| 1849 - 20 de novembre | 1852 - 9 de maig                             | Henri Pougeard-Dulimbert                         |
| 1852 - 9 de maig      | 1854 - 21 de juny                            | Paul de Soubeyran                                |
| 1854 - 21 de juny     | 1860 - 14 de desembre                        | Marie-Louis, baró de Lassus de Saint-Geniès      |
| 1860 - 14 de desembre | 1863 - 6 de juliol                           | Isidore Bertrand Salles                          |
| 1863 - 6 de juliol    | 1864 - 10 de setembre                        | Louis-Charles-Emmanuel, comte de Coëtlogon       |
| 1864 - 10 de setembre | 1865 - 31 de desembre                        | Augustin Lempereur de Saint Pierre               |
| 1866 - 9 de gener     | 1867 - 28 de desembre                        | Benoit Simon Fortuné Lapaine (mort en el càrrec) |
| 1868 - 18 de gener    | 1870 - 2 de febrer                           | baró Henri Félix Tharreau                        |
| 1870 - 2 de febrer    | 1870 - 6 de setembre                         | Théophile Coupier                                |
| 1870 - 6 de setembre  | 1870 - 11 de setembre (refusà el nomenament) | Pierre Lefranc                                   |
| 1870 - 11 de setembre | 1871 - 10 de novembre                        | Louis-Étienne Jousserandot                       |
| 1871 - 13 de novembre | 1872 - 8 d'agost                             | Jean Joseph Adolphe Cantonnet                    |
| 1872 - 9 d'agost      | 1873 - 25 d'abril                            | Léonide Babaud-Laribière (mort en el càrrec)     |
| 1873 - 26 de maig     | 1875 - 14 d'octubre                          | Georges Gizolme                                  |
| 1875 - 15 d'octubre   | 1876 - 13 d'abril                            | Paul Fabre                                       |
| 1876 - 13 d'abril     | 1877 - 18 d'abril                            | Charles-Nicolas Sébline                          |
| 1877 - 18 d'abril     | 1877 - 19 de maig                            | Paul Dumarest                                    |
| 1877 - 19 de maig     | 1877 - 18 de desembre                        | Gaston Trancart                                  |
| 1878 - 18 de desembre | 1880 - 12 de gener                           | Ange Filippini                                   |
| 1880 - 12 de gener    | 1882 - 13 de juny                            | Georges-Hilaire Rivaud                           |
| 1882 - 13 de juny     | 1883 - 28 de novembre                        | Eugène Doucin                                    |
| 1883 - 29 de novembre | 1885 - 17 de juliol                          | Jules Deffés                                     |
| 1885 - 18 de juliol   | 1885 - 27 de novembre                        | Étienne Antoine Joucla-Pelous                    |
| 1885 - 28 de novembre | 1886 - 20 de maig                            | François Mordon                                  |
| 1886 - 21 de maig     | 1889 - 21 de març                            | Jacques-Marie Lafargue                           |
| 1889 - 22 de març     | 1895 - 13 de desembre                        | Adrien Bonhoure                                  |
| 1895 - 14 de desembre | 1897 - 12 de febrer                          | Léon Hippolyte François Ardisson                 |
| 1897 - 13 de febrer   | 1902 - 7 de març                             | Edmond Robert                                    |
| 1902 - 8 de març      | 1904 - 4 de setembre                         | Georges Fradin de Linière                        |
| 1904 - 5 de setembre  | 1906 - 2 de novembre                         | Jean Théodore Fleury                             |
| 1906 - 3 de novembre  | 1907 - 12 de juliol                          | David Dautresme                                  |
| 1907 - 12 de juliol   | 1907 - 5 de desembre                         | Jacques Dupré                                    |
| 1907 - 5 de desembre  | 1909 - 22 de gener                           | Emile Landrodie                                  |
| 1909 - 22 de gener    | 1909 - 30 de gener                           | Francis Hersent                                  |
| 1909 - 30 de gener    | 1911 - 4 de maig                             | Edmond Duponteil                                 |
| 1911 - 5 de maig      | 1911 - 22 de maig                            | Charles-Gabriel-Henri Marais                     |
| 1911 - 23 de maig     | 1911 - 9 d'octubre                           | Pierre Guillemaut                                |
| 1911 - 10 d'octubre   | 1911 - 24 de novembre                        | Albert Lambert-Rochet                            |
| 1911 - 25 de novembre | 1912 - 15 de juliol                          | Pierre Marie Philippe Chocarne                   |
| 1912 - 16 de juliol   | 1916 - 3 d'octubre                           | Pierre Emery                                     |
| 1916 - 4 d'octubre    | 1916 - 3 de novembre                         | Poncet                                           |
| 1916 - 4 de novembre  | 1918 - 3 de novembre                         | Pierre Tavéra                                    |
| 1919 - 22 de gener    | 1920 - 15 de gener                           | Gustave Lambry                                   |
| 1920 - 15 de gener    | 1921 - 18 de febrer                          | Léon Tainturier                                  |
| 1921 - 18 de febrer   | 1922 - 26 de juliol                          | Georges Remyon                                   |
| 1922 - 27 de juliol   | 1928 - 3 de gener                            | Fernand Carles                                   |
| 1928 - 24 de gener    | 1929 - 1 de juliol                           | Marcel Bodenan                                   |
| 1929 - 2 de juliol    | 1932 - 30 de juny                            | Fernand Leroy                                    |
| 1932 - 1 de juliol    | 1936 - 26 de setembre                        | François Taviani                                 |
| 1936 - 26 de setembre | 1940 - 18 de juny                            | Raoul Didkowski                                  |
| 1940 - 18 de juny     | 1940 - 17 de setembre                        | Fernand Musso                                    |
| 1940 - 17 de setembre | 1942 - 26 d'octubre                          | Raymond de Belot                                 |
| 1942 - 26 d'octubre   | 1943 - 5 d'agost                             | Charles Daupeyroux                               |
| 1943 - 18 d'agost     | 1943 - 5 de novembre                         | Jacques Henry                                    |
| 1943 - 5 de novembre  | 1944 - 20 d'agost                            | Paul Balley                                      |
| 1944 - 20 d'agost     | 1946 - 24 de setembre                        | Jean Latscha                                     |
| 1946 - 16 d'octubre   | 1948 - 14 de febrer                          | Louis Ottaviani                                  |
| 1948 - 14 de febrer   | 1951 - 7 de desembre                         | Pierre Dumont                                    |
| 1951 - 7 de desembre  | (1957)                                       | Maurice Justin                                   |
| 1959                  | 1965                                         | P. Dubois                                        |
| 1965 - 23 de juliol   | 1969 ?                                       | Jacques Fresne                                   |
| 1971 - gener          | 1973 - maig                                  | Gilbert Carrère                                  |
| 1973 - 14 de juny     | 1976 - 10 de setembre                        | Robert Poujol                                    |
| 1976 - 10 de setembre | 1980 - 19 de juny                            | Francis Boot                                     |
| 1980 - 19 de juny     | 1982 - 17 de maig                            | Alain Dufoix                                     |
| 1982 - 18 de maig     | 1984 - 19 de gener                           | Jean Keller                                      |
| 1984 - 19 de gener    | 1986 - 19 de juny                            | Robert Miguet                                    |
| 1986 - 19 de juny     | 1987 - 30 de setembre                        | Maurice Joubert                                  |
| 1987 - 30 de setembre | 1990 - 25 de juny                            | Roger Gros                                       |
| 1990 - 1 d'agost      | 1992 - 3 de gener                            | Jean-René Garnier                                |
| 1992 - 3 de gener     | 1993 - 12 de juliol                          | Pierre Steinmetz                                 |
| 1993 - 12 de juliol   | 1998 - 22 de gener                           | Bernard Bonnet                                   |
| 1998 - 22 de gener    | 2000 - 21 de juny                            | Pierre Dartout                                   |
| 2000 - 21 de juny     | 2001 - 20 de juny                            | Gonthier Friederici                              |
| 2001 - 21 de juny     | 2002 - 28 d'agost                            | Jean-Jacques Debarq                              |
| 2002 - 29 d'agost     | 2004 - 29 d'abril                            | Michel Fuzeau                                    |
| 2004 - 29 d'abril     | 2007 - 5 de juliol                           | Thierry Lataste                                  |
| 2007 - 5 de juliol    | 2009 - 15 de juliol                          | Hugues Bousiges                                  |
| 2009 - 15 de juliol   | 2011 - 25 d'octubre                          | Jean-François Delage                             |
| 2011 - 27 d'octubre   | 2014 - 31 de juliol                          | René Bidal                                       |
| 2014 - 1 de setembre  | (març del 2015)                              | Josiane Chevalier                                |